# TV 마라쿠
TV 마라쿠(TV Maracu)는 브라질 마라냥 주의 도시인 비아나에 본사를 둔 텔레비전 방송사이다.